# Pädagogische Universität Qufu

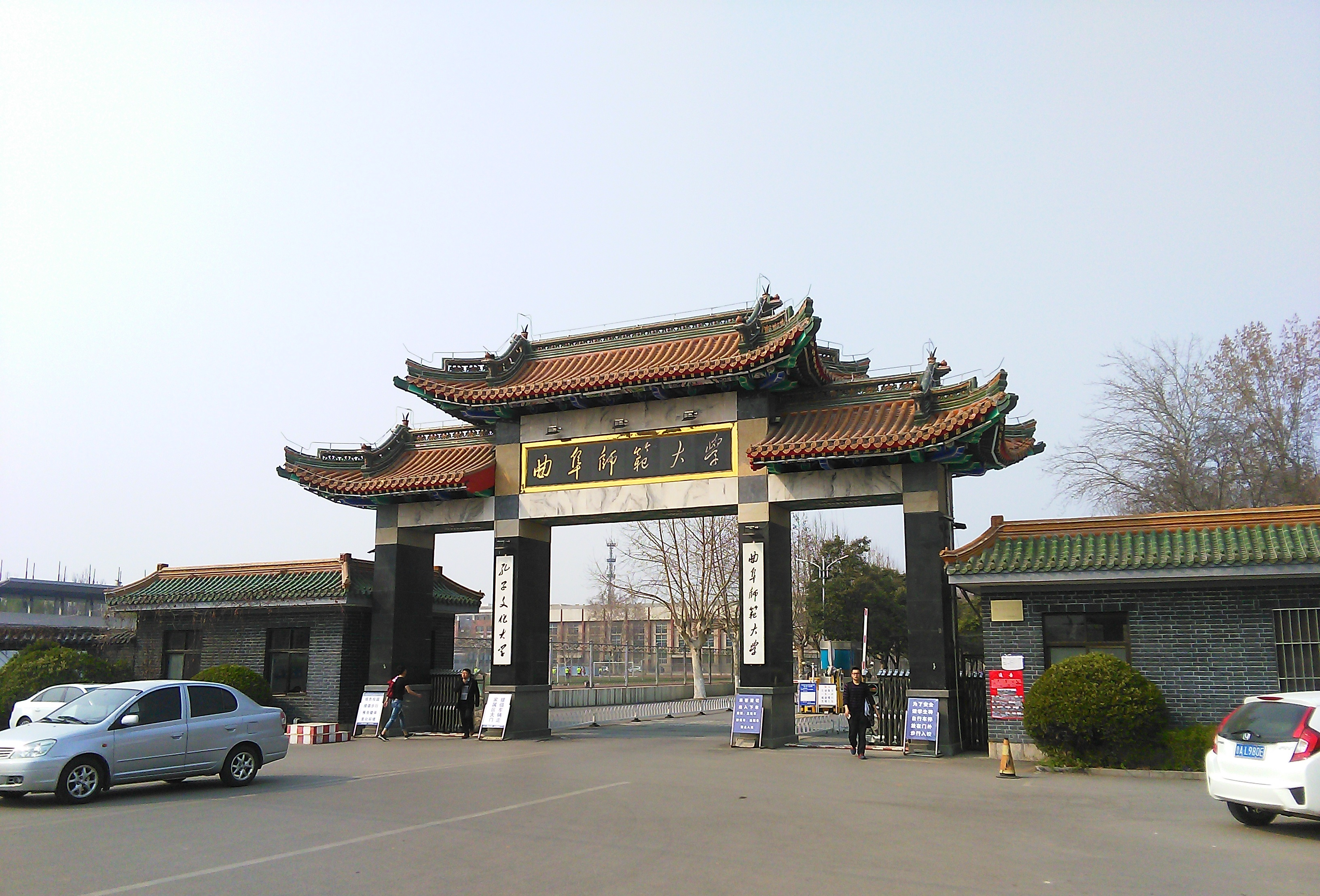
Pädagogische Universität Qufu

Die Pädagogische Universität Qufu (in chinesischen Kurzzeichen: 曲阜师范大学; Pinyin: Qūfù Shīfàn Dàxué, Englisch: Qufu Normal University), umgangssprachlich Qushida (曲师大), ist eine Universität in Qufu, Shandong, der Heimat von Konfuzius. Ein zweiter Campus liegt in Rizhao, ebenfalls in Shandong. Schwerpunkte der Universität umfassen Geschichte, Kalligraphie, Rechtswissenschaft, Management, Chemie, Physik und generelle Lehrerausbildung.